# Каравай (Калужская область)
Каравай — деревня в Дзержинском районе Калужской области России. Входит в состав сельского поселения «Село Льва Толстого».

## География
Деревня находится на севере центральной части Калужской области, в зоне хвойно-широколиственных лесов, на расстоянии примерно 20 километров (по прямой) к югу от Кондрова, административного центра района. 

### Климат
Климат характеризуется как умеренно континентальный, с тёплым летом и умеренно морозной зимой. Среднегодовая многолетняя температура воздуха составляет 4 — 4,6 °С. Средняя температура воздуха самого тёплого месяца (июля) — 17,8 °C (абсолютный максимум — 39 °C); самого холодного (января) —−8,9 °C (абсолютный минимум — −35,2 °C). Безморозный период длится в среднем 149 дней. Среднегодовое количество атмосферных осадков составляет 654 мм, из которых 441 мм выпадает в период с апреля по октябрь. Снежный покров держится в течение 130—145 дней.

### Часовой пояс
Деревня Каравай, как и вся Калужская область, находится в часовой зоне МСК (московское время). Смещение применяемого времени относительно UTC составляет +3:00.

## Население
| 2002 | 2010 |
| ---- | ---- |
| 82   | ↗159 |

### Национальный состав
Согласно результатам переписи 2002 года в деревне русскиесоставляли 88%..

## Инфраструктура
В деревне В деревне четыре улицы: Ключевая, Набережная, Новая и Центральная 